# Rajmund Kupareo

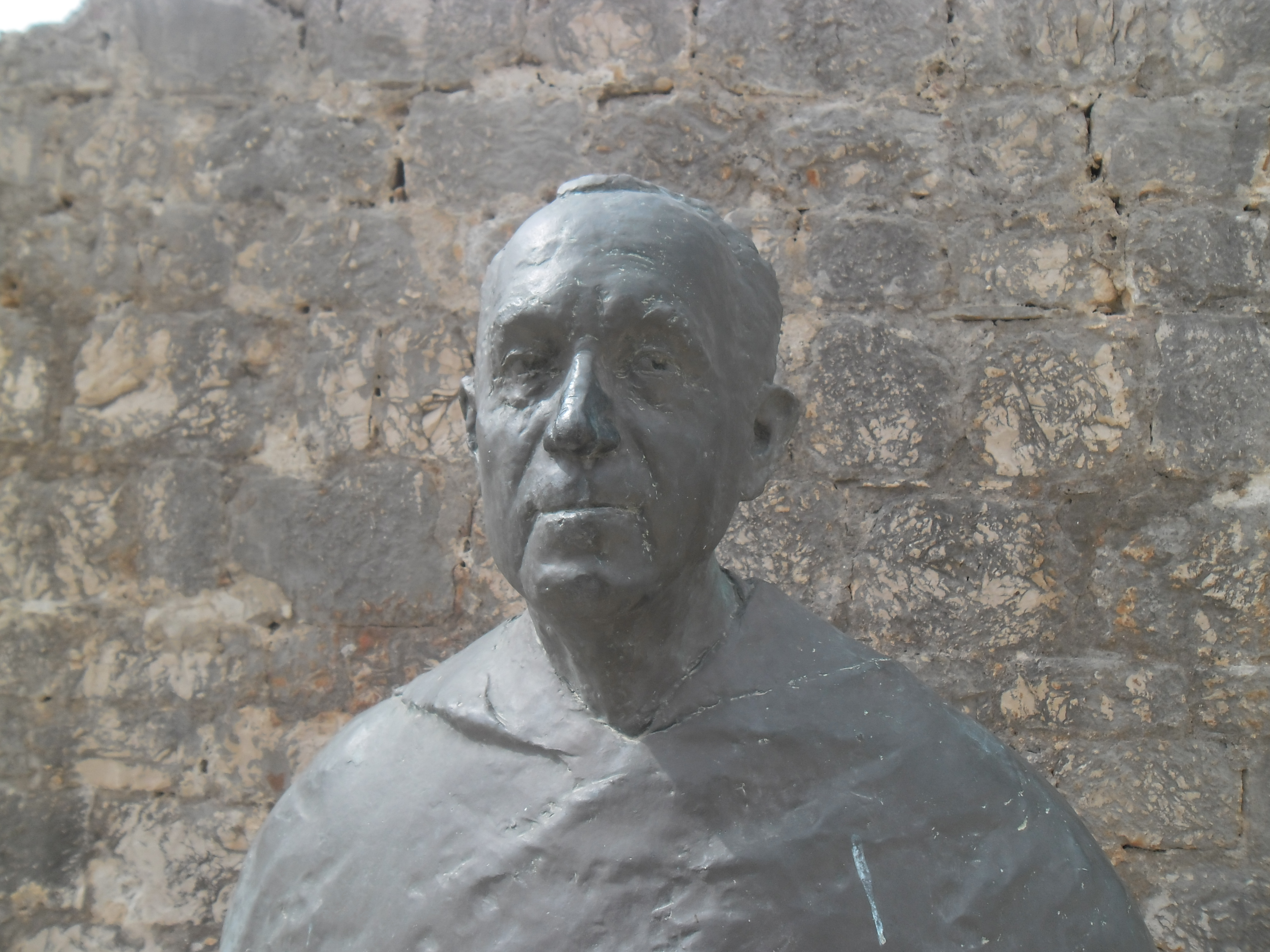

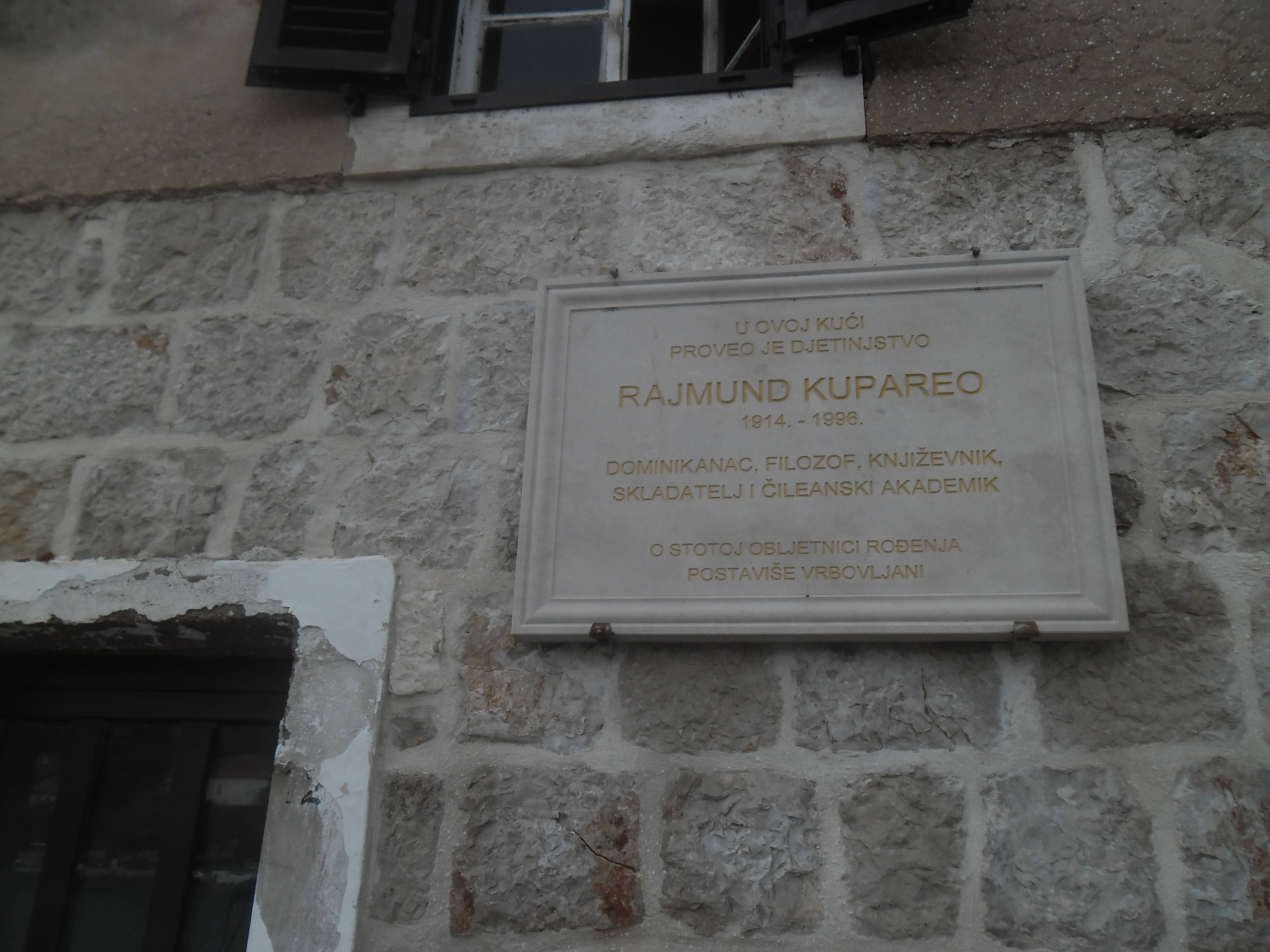

Padre Rajmund Kupareo, al secolo Luka (in castigliano Raimundo Lucas Kupareo Beritic, in latino fr. Raymundus Kupareo; Verbosca, 16 novembre 1914 – Zagabria, 6 giugno 1996), è stato domenicano ed esule croato, presbitero e teologo cattolico, dotto poeta, filosofo, scrittore, drammaturgo, compositore e professore emerito della Pontificia Università Cattolica del Cile.

## Biografia
Discendente da un'antica e nobile famiglia della Dalmazia centrale, entrò nell'Ordine dei Predicatori a Ragusa il 30 settembre 1930 e fu ordinato sacerdote a Spalato il 31 ottobre 1937, in quale occasione ha preso il motto: "partecipiamo alle Sue sofferenze per partecipare anche alla Sua gloria" (Rom 8, 17). Studiò filosofia, teologia e lingue a Ragusa, Zagabria (Croazia), Olomouc (Moravia), Santiago (Cile) e Washington (Stati Uniti d'America).
Nel 1939 pubblicò il suo primo libro a Sebenico.
Durante la seconda guerra mondiale, Kupareo fu direttore di Gospina krunica (Rosario della Madonna), una rivista mensile di Zagabria. Nello stesso periodo fu direttore della casa editrice domenicana Istina (Verità) che pubblicò una traduzione di Storia di un'anima di santa Teresa di Lisieux e Razmišljanja o krunici (Meditazioni sul Rosario), un libro tradotto da Alojzije Stepinac, arcivescovo di Zagabria. L'arrivo delle truppe comuniste nella primavera del 1945 ostacolò il suo progetto di pubblicare tutti i sermoni e i discorsi pronunciati da Stepinac negli anni 1934–1944, in cui l'Arcivescovo aveva fortemente condannato il razzismo e l'intolleranza, e aveva sottolineato il diritto del popolo croato ad avere un suo proprio stato. Dopo aver occupato Zagabria, i comunisti distrussero l'intera edizione di 10.000 libri in tipografia. Solo una copia fu salvata e Stepinac poi la usò al suo processo per dimostrare che non vi era alcuna libertà di stampa nella Jugoslavia di Tito.
Due mesi dopo, Stepinac fu condannato a 16 anni di carcere, Kupareo fu costretto a lasciare la Croazia il 2 gennaio 1947, e a non rivedere la sua patria fino al 10 giugno 1971. Si rifugiò in Cecoslovacchia e poi nei Paesi Bassi, in Francia e in Spagna. Infine, nel 1950, da rifugiato politico trovò il suo posto sulle colline delle Ande in Cile. Trascorse gli anni più produttivi della sua vita come professore di estetica e assiologia a Santiago del Cile. Fu nominato decano della Facoltà di Filosofia (due volte) e vicerettore della Pontificia Università Cattolica del Cile. Fondò l'Istituto di Estetica e la Scuola di Giornalismo di Santiago del Cile, e fu promotore e curatore di numerose pubblicazioni (El mundo católico, Aisthesis e Anales de la facultad de filosofia y ciencias de la educación). In qualità di rappresentante ufficiale della sua università, viaggiò attraverso l'America del Nord e del Sud, l'Europa e il Medio Oriente.
Un ictus da cui fu colpito il 14 maggio 1970 lo costrinse al ritiro. Tornò in patria per morirvi, ma le sue condizioni migliorarono entro certi limiti e iniziò a condurre una vita appartata e semplice nel convento domenicano di Zagabria. Nonostante la sua condizione di fragilità, continuò la sua attività letteraria e scientifica. Nel 1985 divenne membro dell'Istituto del Cile (l'Accademia cilena di scienze, lettere ed arti); dopo i cambiamenti democratici in Croazia infine membro dell'Associazione degli scrittori croati e già prima membro della Matica hrvatska e della Società americana per l'estetica. Alcuni dei più alti riconoscimenti cileni e croati gli sono stati conferiti verso la fine della sua vita e dopo la sua morte. Il 6 giugno 1996 morì a Zagabria. È sepolto nel Cimitero Mirogoj a Zagabria (RKT, 27-I-188).
Fra Rajmund Kupareo ha pubblicato 25 diversi volumi: nove trattati di estetica (in latino, castigliano e croato) e 14 libri di poesie, romanzi, racconti e opere teatrali (in croato, ceco e castigliano). La sua poesia è raccolta nell'antologia Svjetloznak (Segno della luce) del 1994, e dopo la sua morte sono state trovate altre due poesie in forma di manoscritto, pubblicate nel quotidiano Vjesnik il 6 giugno 1998. Nell'ambito della letteratura croata si distingue come ineguagliabile poeta del Natale e del Venerdì Santo, oltre che per un potente patriottismo, ma non pretenzioso. Profondamente ispirato dal cristianesimo, era un uomo costantemente teso all'autoanalisi, caratterizzato dalla forte fede e dall'incrollabile amore per la sua patria.

## Le opere

### Poesie
I suoi libri di poesie sono: Pjesme i psalmi (Poesie e salmi, Sebenico, 1939), Nad kolievkom srdca (Sopra la culla del cuore, Zagabria, 1945), Na rijekama (Sui fiumi, Madrid, 1948), Blagoslov zvijezda (La benedizione delle stelle, Buenos Aires, 1961), Pjesme: Izbor 1930-1980 (Poesie: Selezione 1930-1980, Zagabria, 1980), Můj malý žaltář (Il mio piccolo salterio, Tišnov, Boemia, 1982, 1988 e 2009), Sabrane pjesme (Poesie raccolte dai libri, Zagabria, 1992), Svjetloznak (Segno della luce, Varaždinske Toplice, 1994) e Balada o Gospinim pčelama (Ballata delle api della Madonna, Zagabria, 2014).
Nello Svjetloznak ci sono 258 poesie su argomenti diversi – da poesie ispirate dalla sua amata patria e impressioni di paesaggio alle poesie natalizie e sul Presepio, elegie quaresimali, inni di Pasqua, poesie a Gesù e Maria e imitazioni di salmi ebraici. Il Gesù della poesia di Kupareo è in ogni momento vicino all' uomo, ma rimane sempre Dio, proprio come il Cristo crocifisso negli affreschi del Beato Angelico. Fra Raimondo rimane fedele alla tradizione domenicana che lo ha sempre considerato il Poeta da Nazaret in forma di Dio (sub specie Dei).

### Estetica
I suoi saggi di estetica sono: Ars et moralis (L'arte e la morale, Santiago del Cile, 1951), El valor del arte: Axiología estética (Il valore dell'arte: assiologia estetica, Santiago, 1964), Creationes humanas 1. La Poesía (Creazioni umani 1. Poesia, Santiago, 1965), Creationes humanas 2. El Drama (Creazioni umani 2. Drama, Santiago, 1966), Evolucion de las formas novelescas (L'evoluzione delle forme narrative, Santiago, 1967), El tiempo y el espacio novelescos (Tempo e spazio narrativo, Santiago, 1968), Umjetnik i zagonetka života (L'artista e l'enigma della vita, Zagabria, 1982), Govor umjetnosti (Linguaggio dell'arte, Zagabria, 1987), Čovjek i umjetnost (L'uomo e l'arte, Zagabria, 1993) ed Um i umjetnost (Intelletto ed Arte, Zagabria, 2007).
- Dramatologia, Aisthesis: Revista chilena de investigaciones estéticas (Santiago del Cile), I (1966.) 1, 9-16.
- La dialéctica de la crítica de arte, Aisthesis, II (1967) 2, p. 111-122.
- Filosofía de la Arquitectura, Aisthesis, IV (1969) 4, p. 21-32.
- La poesía desde su esencia, Aisthesis, V (1970) 5, 11-37.
- La educación artística, Aisthesis, VI (1971) 6, p. 13-20.
- El arte, valor humano por excelencia, Aisthesis, VII (1972) 7, p. 37-43.
- La armonía musical y la armonía humana, Aisthesis, IX (1974) 8, p. 15-22.
- La luz, elemento esencial de la expresión pictórica, Aisthesis, XI (1976) 9, p. 11-19.
- La muerte del Arte, Aisthesis, XII (1977) 10, p. 9-11.
- La Pintura y El Ballet, Aisthesis, XIII (1978) 11, p. 9-13.
- La belleza natural, Aisthesis, (1979) 12, p. 13-17.
- El imaginismo, Aisthesis, (1980-1981) 13, p. 11-14.
- Apersonalidad del arte, Aisthesis, (1982) 14, p. 9-10.
- Algunas reflexiones sobre la artesanía y el arte, Aisthesis, (1983) 15, p. 9-12.
- La Belleza y el Arte, Aisthesis, (1995) 28, p. 9-15.

### Drammi
I suoi drammi sono: due giochi per bambini – Magnificat e Sliepo srdce (Il cuore cieco, Zagabria, 1944) e tre sacre rappresentazioni – Muka Kristova (Passione di Cristo: poema sacro su cinque misteri, Madrid, 1948), Uskrsnuće (La Resurrezione, 1983) e Porođenje (La Natività, 1984) – gli ultimi tre pubblicati insieme sotto il titolo Prebivao je među nama (Risiedeva in mezzo a noi, Zagabria, 1985). Nei suoi misteri su Gesù, egli si rifà al patrimonio teologico domenicano che mira a sottolineare la divinità di Dio. Gesù non appare mai sulla scena, a volte sentiamo solo la Sua voce. Sembra che Egli non ci sia, ma la Sua presenza si avverte fortemente. Nella Passione, Kupareo ha assegnato il ruolo principale a Barabba, cioè alla corruzione, all'uomo stesso.

### Prosa
Tra le sue opere in prosa vi sono: U Morskoj kući (Nella Casa del Mare: Un romanzo sulla vita moderna, 1939), Jedinac (L'unico figlio, 1942), Baraban (Barabbano: Un romanzo dall'isola di Lesina, 1943), Sunovrati (I narcisi, 1960), Balada iz Magallanesa (La ballata di Magallanes, 1978), Čežnja za zavičajem (Voglia di patria, 1989), Patka priča (Racconti di un'anatra: ricordi di un emigrante, 1994) e Izabrana djela (Opere scelte, 2005). Tutte le sue narrazioni partono dalla realtà e contengono elementi autobiografici.

### Composizioni
Kupareo compose opere di carattere religioso e secolare: i manoscritti di mottetti polifonici e anche un paio di operette, principalmente con suoi testi originali, sono conservati in archivi domenicani in Croazia, Cile e Italia.